# 10,5 cm haubits m/40
10,5 cm haubits m/40 var en svensk artilleripjäs med kaliber 10,5 cm utvecklad av Bofors under 1930-talet.

## Användare
Estland105 H 61-37 version. Ca. 40 enheter från Finland. Användes som utbildningsmaterial.
 Finland105 H 61-37 version. 140 enheter, nu ur bruk, ca. 40 gavs till Estland.
 NederländernaAnvändes i Nederländska Ostindien
 Sverige10,5 cm Haubits m/40, cirka 400 enheter i fem versioner eller ändringar.
 Schweiz10.5 cm Hb Model 46 version
 Thailand

## Versioner

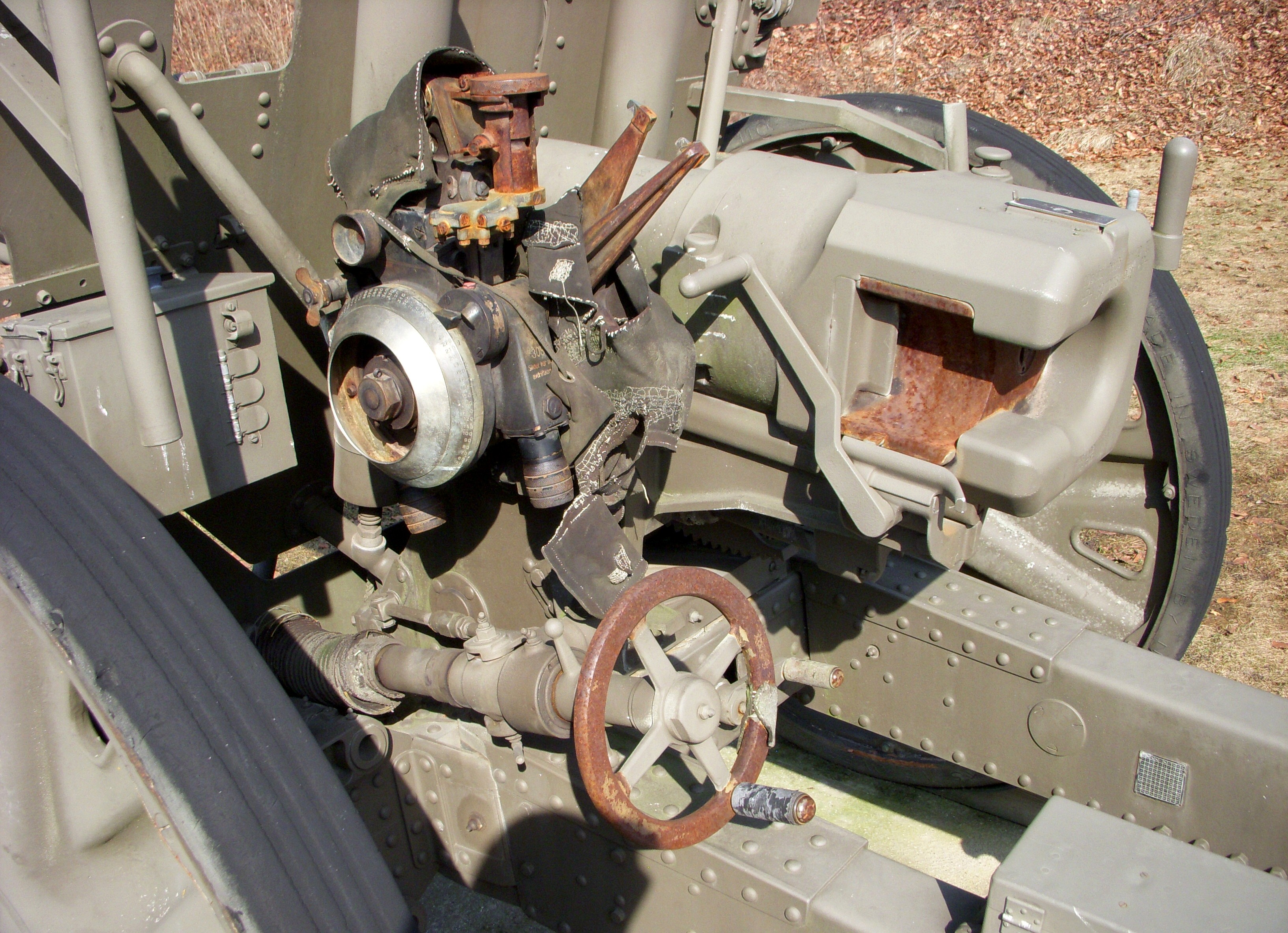
Två Haubits m/40 H, där H stod för Holland. De skulle levereras dit men andra världskriget kom emellan och Sverige fick exportförbud. Vid Hemvärnets stridsskola i Vällinge finns två haubitsar av denna typ vilka 1991 skänktes till Hemvärnets 50-årsjubileum. Uppgift enligt skylt på platsen.

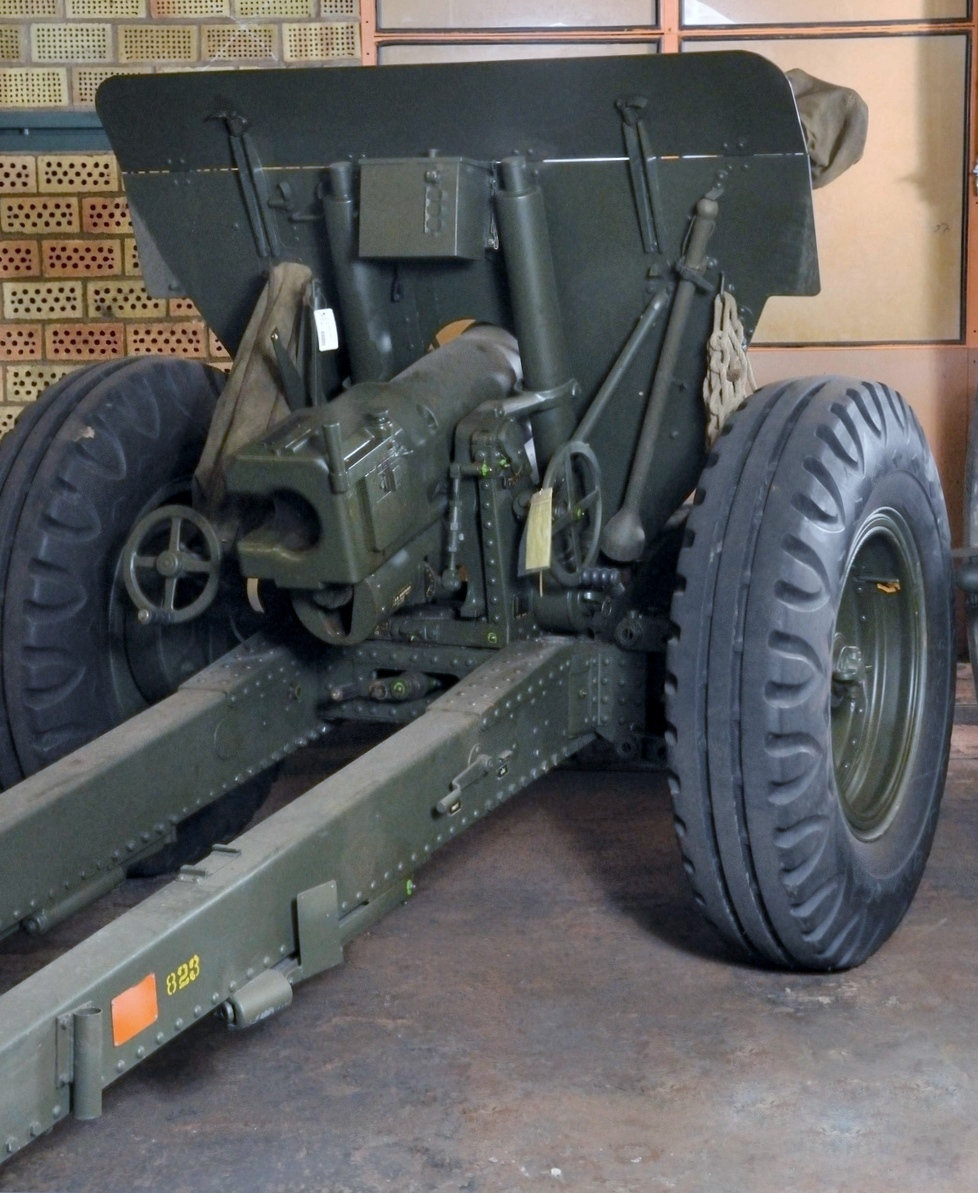
Uppdaterad version med bl.a. luftyllda gummihjul, ny sköld och ackumulatorlåda för riktbelysning. Användes inom svenska artilleriet fram tills utfasningen på 1990-talet.

10,5 cm Haubits m/40Ursprunglig svensk version
10,5 cm Haubits m/4140m/40 med krysslavett och längre eldrör.
105 H 37Finsk version tillverkad av Tampella
105 H 61-37Finsk moderniserad version från 1960-talet. Längre L/26-kanon med omgjord mynningsbroms, ny ammunition och vagn anpassad för motoriserad bogsering. Den används numera enbart av den estniska armén som utbildningspjäs. I Finland sköt haubitsen sina sista granater från den finska sidan av viken år 2002 från ön Jussarö.
10.5 cm Hb Model 46Schweizisk version tillverkad i Thun